# Proměnamě
Proměnamě je čtvrté studiové album českého písničkáře Tomáše Kluse, které vydal se svou kapelou pod názvem Tomáš Klus a jeho cílová skupina. Album bylo vydáno 24. března 2014 vlastním nákladem.

## O albu
V roce 2012 Tomáš Klus navštívil Indii; tato zkušenost ovlivnila první práce na novém albu. Stěžejním tématem alba je osobní proměna Tomáše Kluse.
Album nahrál ve spolupráci se svou novou skupinou s názvem Cílová skupina, kterou tvoří Jiří Kučerovský, Jan Lstibůrek a Petr Škoda. K albu byly přibaleny i barevné pastelky, kterými si fanoušci mohli vybarvit přiložený černobílý plakát.
Prvním singlem byla zvolena píseň „Napojen“. Ta se umístila na 30. příčce v žebříčku TOP 100 ČNS IFPI.
První týden po vydání byla deska k dostání exkluzivně pouze v síti prodejen Bontonland. Album Proměnamě debutovalo na první příčce žebříčku ČNS IFPI TOP50 prodejní.
Album bylo v dubnu 2015 na cenách Anděl vyhlášeno jako nejprodávanější album roku 2014. Prodalo se ho přes dvacet tisíc kusů.

## Seznam skladeb
1. Jsem
2. První píseň
3. Oblomov
4. Amores Perros
5. Vločka
6. Napojen
7. Procit
8. Narozeninovál
9. Pan Toffel
10. Nezapomínej
11. Žezlo
12. Taneční
13. Žabí král
14. Noe
15. Napojen II.
16. Anna

## Proměnamě Tour 2014 a 2015
K vydání desky byla naplánovaná česká tour - tzv. jarní turné probíhalo od dubna do konce května 2014. Mělo celkem dvacet čtyři zastavení v různých klubech a kulturních centrech. Podzimní turné (říjen až listopad) mělo jedenáct zastavení v Česku, pět na Slovensku a dvě ve Spojeném království.
Na jaře 2015 (duben až květen) probíhalo české klubové turné Přeju Ti. Mělo devět zastavení.